# Broadstairs
Broadstairs ist eine Kleinstadt in der Grafschaft Kent im Südosten Englands.
Broadstairs liegt zwischen Margate und Ramsgate auf der Isle of Thanet, die Stadt gehört zum Distrikt Thanet. Es gibt sieben Buchten: Viking Bay, Louisa Bay, Dumpton Gap, Botany Bay, Stone Bay, Joss Bay und Kingsgate Bay.
Die durchschnittliche Temperatur in Broadstairs beträgt 10,5 °C, der Niederschlag im Durchschnitt 751 mm.

## Persönlichkeiten

### Söhne und Töchter der Stadt
- Thomas Russell Crampton (1816–1888), Lokomotivingenieur
- Edward Heath (1916–2005), Premierminister des Vereinigten Königreichs (1970–1974)
- Doug Bing (1928–2013), Fußballspieler
- Tommy Bing (1931–2015), Fußballspieler
- Richard Rodney Bennett (1936–2012), Komponist
- Bruce Robinson (* 1946), Schauspieler, Drehbuchautor und Regisseur

### Mit der Stadt verbunden
In der Stadt hat Charles Dickens, ein häufiger Gast, den Roman David Copperfield geschrieben.  Dickens verbrachte seine ausgedehnten Sommerferien im Bleak House (ursprünglicher Name: Fort House), das unmittelbar an der Steilküste liegt. Das Haus war bis 2004 ein privat betriebenes Museum, musste aber aus wirtschaftlichen Gründen geschlossen werden. Der Roman Bleak House, den Dickens 1852/1853 schrieb, verdankt seinen Namen ebendiesem Haus.
Weitere prominente Besucher waren  Königin Victoria, die als Kind mehrmals ihre Sommerferien in Broadstairs verbracht hat, und der hier geborene britische Premierminister Edward Heath.

## Ansichten

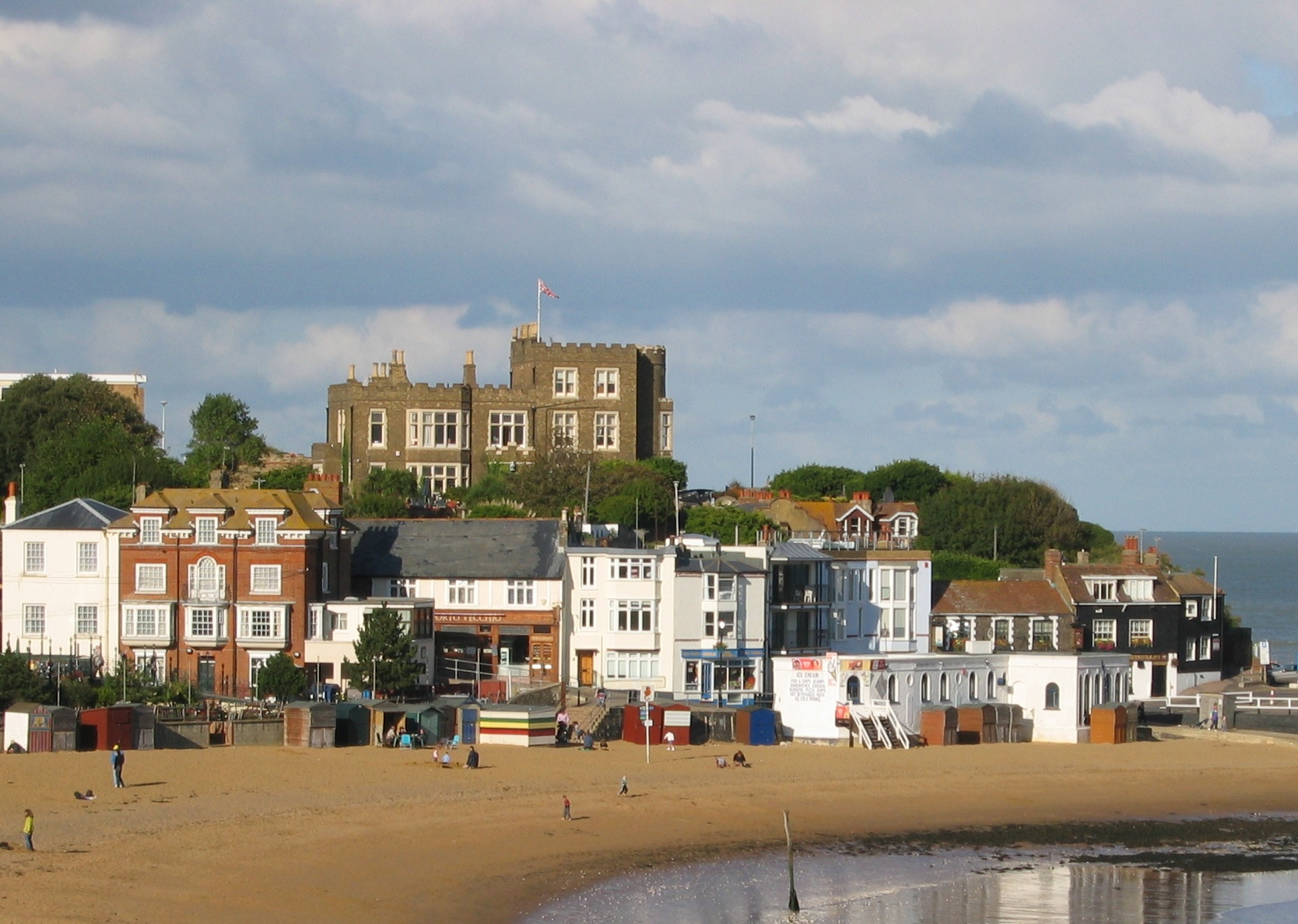
Bleak House in Broadstairs
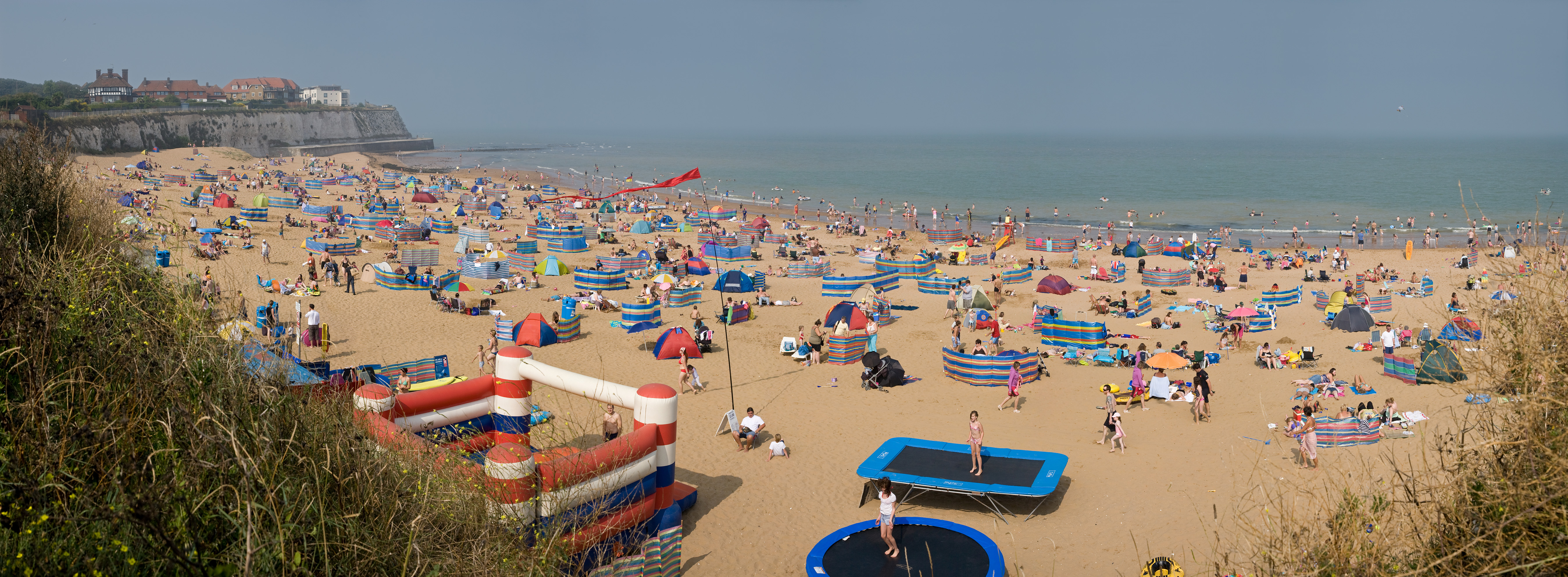
Strand der Joss Bay in Broadstairs
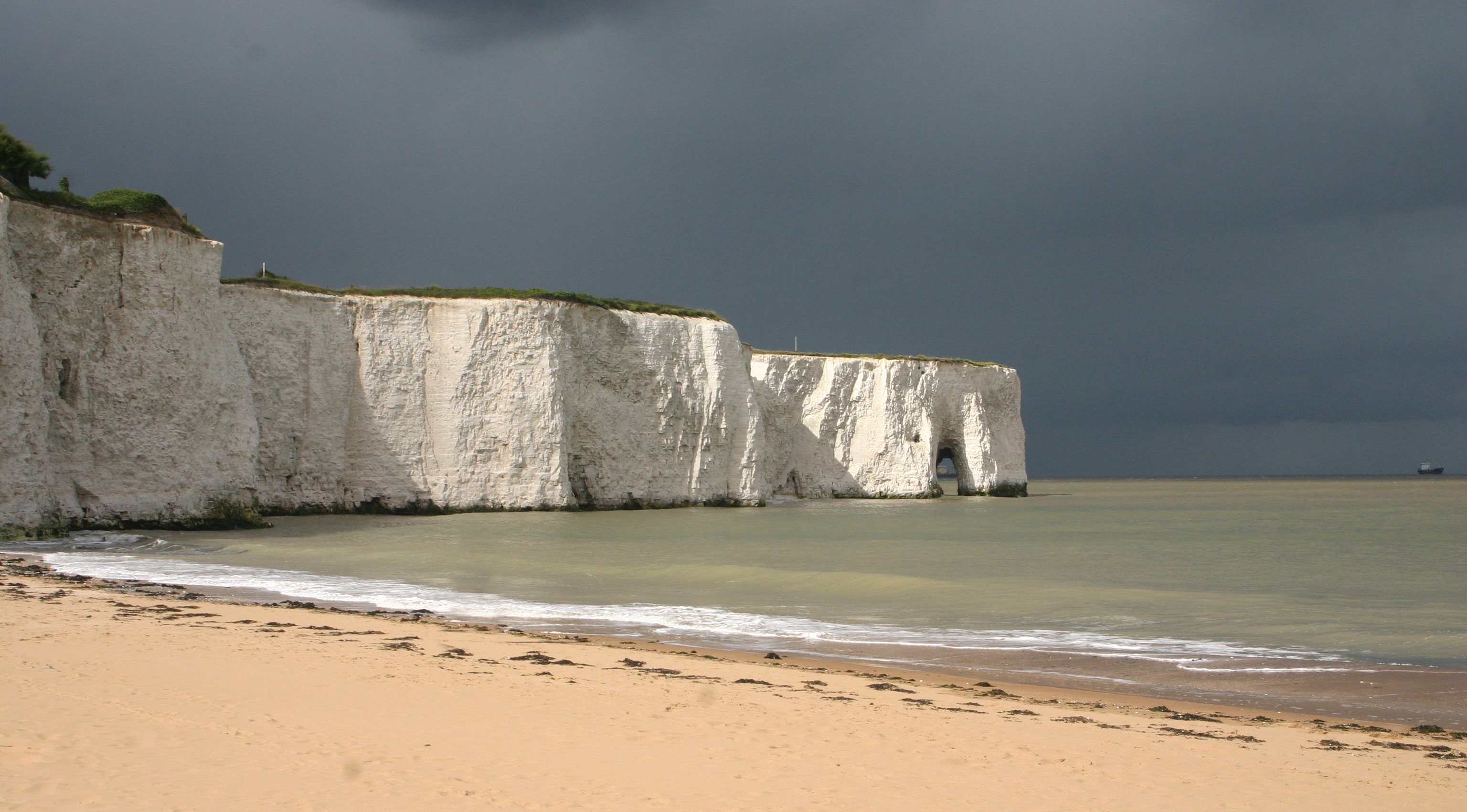
Klippen der Kingsgate Bay in Broadstairs
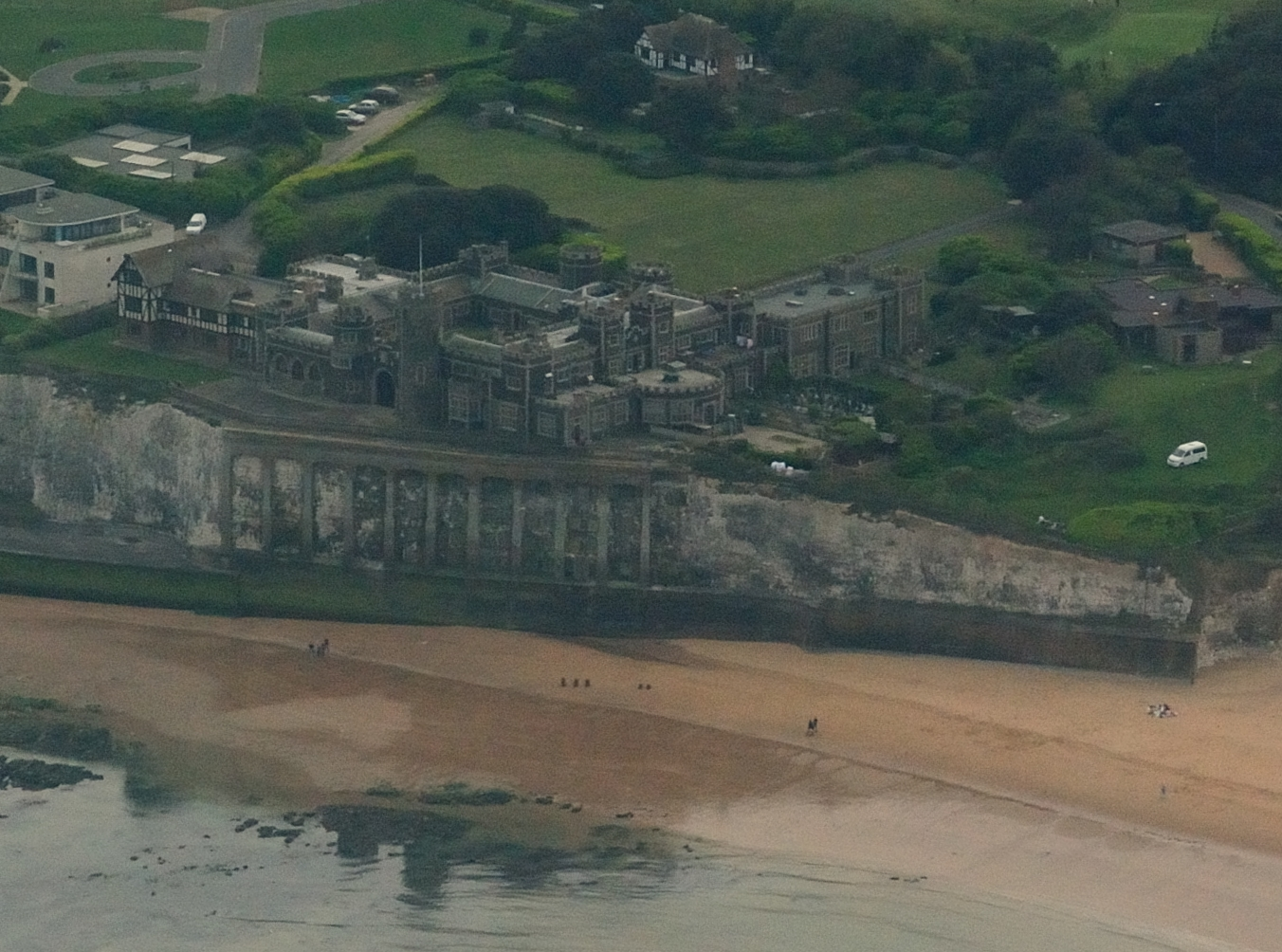
Kingsgate Castle und Kingsgate Bay

## Belege
1. ↑  City Populations